# Strophaeus kochi
Strophaeus kochi là một loài nhện trong họ Barychelidae. Loài này phân bố ờ Peru.